# Irmãos Vitale
A Editora Musical Irmãos Vitale é uma editora musical brasileira que foi fundada em novembro de 1923 pelos irmãos Vicente Vitale, Emilio, João, Afonso e José. A empresa é especializada na publicação e distribuição de partituras, livros e outros materiais relacionados à música. Um dos fundadores da editora, Emilio Vitale também desempenhou um papel na implantação do Direito Autoral no Brasil e na criação de sociedades arrecadadoras. É atribuida à Vitale a contribuição na criação e fundação de sociedades de autores como Sbacem (Sociedade Brasileira de Autores, Compositores e Escritores de Música), Sadembra (Sociedade Administradora de Direitos de Execução Musical no Brasil) e Socinpro (Sociedade Brasileira de Administração e Proteção de Direitos Intelectuais), além das entidades da classe editorial como Abem (Associação Brasileira de Educação Musical) e Ubem (União Brasileira de Editoras de Música).
Nos seus 100 anos de atividade, a Vitale vem administrando a obra de compositores (e seus herdeiros) como Pixinguinha, Cartola, Ary Barroso, Herivelto Martins, Adoniran Barbosa, Dorival Caymmi, David Nasser, Synval Silva, Mário Lago, Lamartine Babo, Noel Rosa, Assis Valente, Lupicínio Rodrigues, Milton de Oliveira, Ataulpho Alves, Paulinho da Viola, Ernesto Nazareth, Chiquinha Gonzaga, Sílvio Caldas, Wilson Batista, Sivuca, Zequinha Abreu, Dolores Duran, Billy Blanco, Benito di Paula, Tom Jobim, Roberto Menescal, Carlos Lyra, Ronaldo Bôscoli, Vinicius de Moraes, Baden Powell, Durval Ferreira, Silvio César, Silas de Oliveira, Paulo Cesar Pinheiro, Luiz Gonzaga, Luiz Bonfá, João Roberto Kelly, entre outros. Também participou, ajudando a alavancar sucesso nacional e internacional, de grandes clássicos da música brasileira como Lamento, Aquarela do Brasil, Tico-tico no fubá, Noites Cariocas, Na Baixa do Sapateiro, Atraente, Brejeiro,, Camisa amarela, Brasil pandeiro, Ave-Maria no morro, Foi um rio que passou em minha vida, entre outras.
No segmento da música erudita, a Editora Irmãos Vitale também possui grande acervo e administra a criação de compositores como Villa-Lobos, Lorenzo Fernandez, Guerra-Peixe e Marlos Nobre, além de Francisco Mignone, Camargo Guarnieri, Radamés Gnattali e Souza Lima que, durante anos, acumulou a função de coordenador e revisor do catálogo erudito da editora. Entre as obras estrangeiras subeditadas no Brasil pela Vitale, estão os clássicos Aquellos ojos verdes, Besame Mucho, Georgia on my mind, Fascination e Uno.
Desde a década de 1960, a Editora Irmãos Vitale vem editando songbooks no Brasil, como os 10 volumes da coleção O melhor da Música Popular Brasileira, de autoria de Mário Mascarenhas. O acervo de songbooks da Vitale conta com mais de 60 nomes de compositores e artistas brasileiros e vem proporcionando a músicos e a estudiosos fácil acesso às obras de Pixinguinha, João Gilberto, Caetano Veloso, Gilberto Gil, Chico Buarque, Tom Jobim, Vinicius de Moraes, João Bosco, Carlos Lyra, Djavan, Luiz Gonzaga, Toquinho, Gonzaguinha, Cartola, Roberto Carlos, Aldir Blanc, Legião Urbana, Elis Regina, Barão Vermelho, Herivelto Martins, Roberto Menescal, Adoniran Barbosa, Carmen Miranda, Johnny Alf, Tim Maia, Nana Caymmi, entre tantos outros. Desde 2003, com o falecimento do produtor musical Almir Chediak, a Irmãos Vitale é detentora do catálogo de songbooks da Editora Lumiar, então de propriedade do produtor.
Além disso, também são editados pela Vitale métodos para ensino musical elaborados por consagrados professores e/ou músicos, como Mário Mascarenhas e Alencar Terra (professores de piano e acordeão), Antonio Adolfo, Luciano Alves e Cristine Prado (tecladistas), Celso Woltzenlogel (flautista), Adriano Giffoni (contrabaixista), Carlos Lyra e Almir Chediak (violonistas), Rui Motta (baterista), Nelson Faria e Gaetano Kay Galifi (guitarristas), Amadeu Russo (saxofonista), Garoto e Armandinho (cavaquinistas), entre outros.
Ao longo de seus 100 anos, em seu acervo figuram mais de 25 mil músicas, de um total de 9 mil autores ou herdeiros.
No início dos anos 2000 foi travada uma disputa judicial entre os herdeiros do compositor Ary Barroso e a Irmãos Vitale, pois os herdeiros estavam insatisfeitos com a administração dos direitos autorais de seu familiar. No entanto, o juiz Leandro Ribeiro da Silva negou aos herdeiros o direito de rescindir o contrato com editora e negou também todas as demais reivindicações da família.
Outra questão judicial que envolveu a administração de direitos de artistas deu-se entre a Irmãos Vitale e os artistas Roberto e Erasmo Carlos. No ano de 2021, a Justiça Brasileira negou aos referidos artistas a posse de 72 músicas, incluindo grandes clássicos da dupla como "Quero que vá tudo pro inferno" e "Parei na contra-mão".
Por fim, também em 2021, o cantor Seu Jorge foi condenado a indenizar as famílias dos compositores Mario Lago e Ataulfo Alves por uso indevido de versos da canção "Ai que saudade da Amélia" em sua música "Mania de Peitão".
A Irmãos Vitale foi uma das primeiras editoras a publicar partituras de música popular brasileira. A empresa também contribuiu para o desenvolvimento da música erudita no país, publicando partituras de compositores como Villa-Lobos, Camargo Guarnieri e Francisco Mignone.